# Ion Tarnoschi
Ion Tarnoschi (n. 19 iunie 1852 în comuna Lârguța, plasa Tigheciu, județul Cahul - d. 1930), a fost un ofițer român, distins în Războiul de Independență al României și în primul Război Mondial, ajuns la gradul de general de brigadă în rezervă, membru fondator al Senatului Legionar.

## Cariera militară
După ce a absolvit în anul 1871 Școala Normală „Carol I”, la 18 aprilie 1874 a fost înrolat ca soldat la Regimentul 7 de linie. A fost avansat la 1 octombrie 1876 la gradul de sergent major. A participat la Războiul de Independență din 1877-1878 luând parte la toate luptele din jurul Plevnei cu Regimentul 7 linie, precum și la atacurile de la 30-31 august, 6 septembrie, 7 octombrie, 28 noiembrie, căderea Plevnei. După încheierea armistițiului s-a întors în țară și la 7 aprilie 1878 a fost avansat sublocotenent și mutat în Regimentul 7 Dorobanți Prahova cu care a urmat restul campaniei până la încheierea păcii.
Pentru merite deosebite în acest război, șefii săi ierarhici l-au decorat cu următoarele ordine și medalii:
- „Virtutea militară de argint” – Decretul 1500;
- „Crucea de cavaler al ordinului Sfântul Gheorghe” (argint) – Decretul 225;
- „Crucea Trecerii Dunării” – Decretul 617;
- „Apărătorul Independenței” – Decretul 1422;
- „Comemorativa rusă” – Decretul 2141;
- „Steaua României în grad de cavaler” – Decretul 2605;
- „Coroana României în grad de ofițer” – Decretul nr. 1941.

A lucrat patru ani la Batalionul 2 Vânători, unde a fost înaintat la gradul de locotenent la 16 aprilie 1883, după care a fost mutat la Consiliul de Război al Diviziei Dobrogei. În 1888, odată cu avansarea la gradul de căpitan, la 8 aprilie, a fost numit comisar regesc la același consiliu. Începând cu anul 1890 și până la trecerea sa în rezervă în anul 1910 a activat în mai multe unități militare și a ocupat funcții importante de comandă în cadrul Regimentului 33 Dobrogea, Divizia Activă Dobrogea, Regimentul 34 Constanța, Batalionul 4 Vânători, Regimentul Ștefan cel Mare nr. 13, Regimentul 10 Putna, Regimentul Calafat nr. 31. La 1 aprilie 1910 a fost trecut din oficiu în poziția de rezervă pentru limită de vârstă, prin Înaltul Decret nr. 972.
Ca ofițer în rezervă a fost repartizat la Regimentul 8 Dragoș nr. 29. În decursul anilor cât a fost ofițer activ, șefii săi l-au caracterizat ca fiind inteligent, judecă drept, cu bun simț, spirit de ordine, are voință, cu sânge rece la manevre, disciplinat, tact, spirit militar, simțul onoarei, are autoritate, prestigiu.
La data declanșării Primului Război Mondial, colonelul în rezervă Tarnoschi Ion a fost mobilizat și repartizat Diviziei 9 Infanterie, unde a fost numit la comanda Brigăzii 40 Infanterie. Cu această mare unitate a dus lupte deosebit de grele în Dobrogea. S-a remarcat în bătăliile desfășurate în zilele de 6-9 octombrie 1916, în satul Pervelia, comuna Musurat, Topraisar. După ce, în ziua de 9 octombrie 1916, a fost lovit de un obuz asfixiant care l-a lăsat în stare de inconștiență, a fost luat prizonier de germani, i s-a luat sabia și a fost prezentat generalului Liebeskind. După o discuție cu acesta, în care a explicat toate eforturile pe care le-a făcut pentru ca, având puțini oameni, și aceia istoviți de lupte, să poată opri înaintarea trupelor germane, ca semn de apreciere a tacticii aplicate pentru a ține în loc trupele germane, din ordinul feldmareșalului Mackensen i-a fost restituită sabia. Datorită restituirii sabiei de către inamic, colonelul român s-a bucurat în captivitate de un tratament și o atenție specială comparativ cu ofițerii români, dar și străini aliații. A fost scutit să salute și cel din urmă locotenent german, ceea ce era obligatoriu pentru ceilalți prizonieri. I se permitea să iasă la plimbare în oraș fără escortă, dar obligatoriu de a fi în ținută militară și cu sabia.
După terminarea războiului, la începutul anului 1920, prin Ordinul de zi nr. 9 din 3 ianuarie 1920, șeful de stat major al armatei, general de corp de armată adjutant Constantin Prezan, recunoștea și făcea cunoscută tenacitatea, curajul și bravura colonelului în rezervă Tarnoschi Ion, comandantul Brigăzii 40 Infanterie. Majestatea Sa Regele, la rândul său, i-a conferit acestuia Ordinul Militar de Război „Mihai Viteazul”, clasa a III-a și l-a avansat la gradul de general de brigadă în rezervă.

## Legionar și antisemit
În zilele de 3 și 4 ianuarie 1929 în casele generalului Ion Tarnoschi din Iași a avut loc prima adunare națională a șefilor de cuiburi legionare, ocazie cu care a fost înființat Senatul legionar, un organ consultativ al Mișcării Legionare.  Ion Tarnoschi s-a numărat între primii senatori ai Legiunii.  Cu această ocazia a depus și jurământul de credință față de Legiune, dar a decedat în anul următor, 1930.
În articolul intitulat „Noua Domnie”, apărut în revista „Înfrățirea Românească”, organ al Ligii Apărării Naționale Creștine cu ocazia încoronării regelui Carol al II-lea al României, Ion Tarnoschi scria și următoarele:
Am ferma credință că — pe viitor — toți bancherii străini și leali, ca și toți pretinșii conducători ai diferitelor neamuri minoritare din interiorul țărei și în particular acei ai poporului evreesc, nu vor mai intra în palatul regal ca în casa lor proprie, ci cu sfială vădită și cu tichia de pe creasta capului ... lăsați la ... garderobă!...
De asemeni toate felurile de minorități din țară, care începuse ași Cam lua nasul la purtare ... am credință tare că, în regele Carol II, vor găsi pe omul căruia nimeni nu-i poate sufla în borș ! ...
În aceeași revistă a mai publicat articole ca: „Profanarea Imnului Regal și Jidanul Nuhăm Sokolow” (Noi — și toată lumea — știe că, norodul jidovesc trăește răspândit pe toată, suprafața pământului, trăind ca un parazit pe spinarea tuturor popoarelor, pe care le suge fără milă…), „Pe marginea peirei” (Cu ocazia răsboiului pentru independență, din anul 1877, numai câțiva Jidani au luat parte ca soldați voluntari, dar colonelul Cantili Grigore observând că, toți acești Jidani, se strecurase ca garde la putinele cu brânză, făcute ofrandă armatei de către marii proprietari Moldoveni, precum și pe la diferitele depozite de alimente ale oștirii, a dat ordin ca imediat, să fie înlocuiți și trecuți la front. Drept consecință s'a văzut că, pe situația de a doua zi, toți acești Jidani au fost dați ca „dispăruți", poziție în care au fost ținuți până la încheierea păcii!....) sau Jidanii și „întregirea Neamului", în care s-a ridicat contra turpitudinei provocatoare, patronată de politicieni români, de a se fi pus temelia monumentului „eroilor evrei" în capitala țării întregite și al „soldaților evrei căzuți pentru întregirea neamului" în Constanța.